# Famille Amalteo
Pour les articles homonymes, voir Amalthée.
La famille Amalteo, ou aussi en français Amalthée, est une famille italienne du Frioul dont plusieurs membres se distinguèrent dans le domaine de la littérature.
Les plus connus sont trois frères :
- Geronimo Amalteo (1507-1574) : le plus connu, aussi appelé en français Jérôme Amalthée. Il professa la philosophie et la médecine à Padoue.
- Giambattista Amalteo († en 1573) : il accompagna une ambassade vénitienne en Angleterre en 1554, et fut secrétaire de Pie IV au Concile de Trente.
- Cornelio Amalteo (1530-1603) : scientifique, il fut secrétaire de la république de Raguse

Ils cultivèrent tous trois avec succès la poésie latine, et leurs poèmes furent publiés sous le titre de Trium Fratrum Amaltheorum Carmina.

## Pour approfondir